# Pierrette Herzberger-Fofana

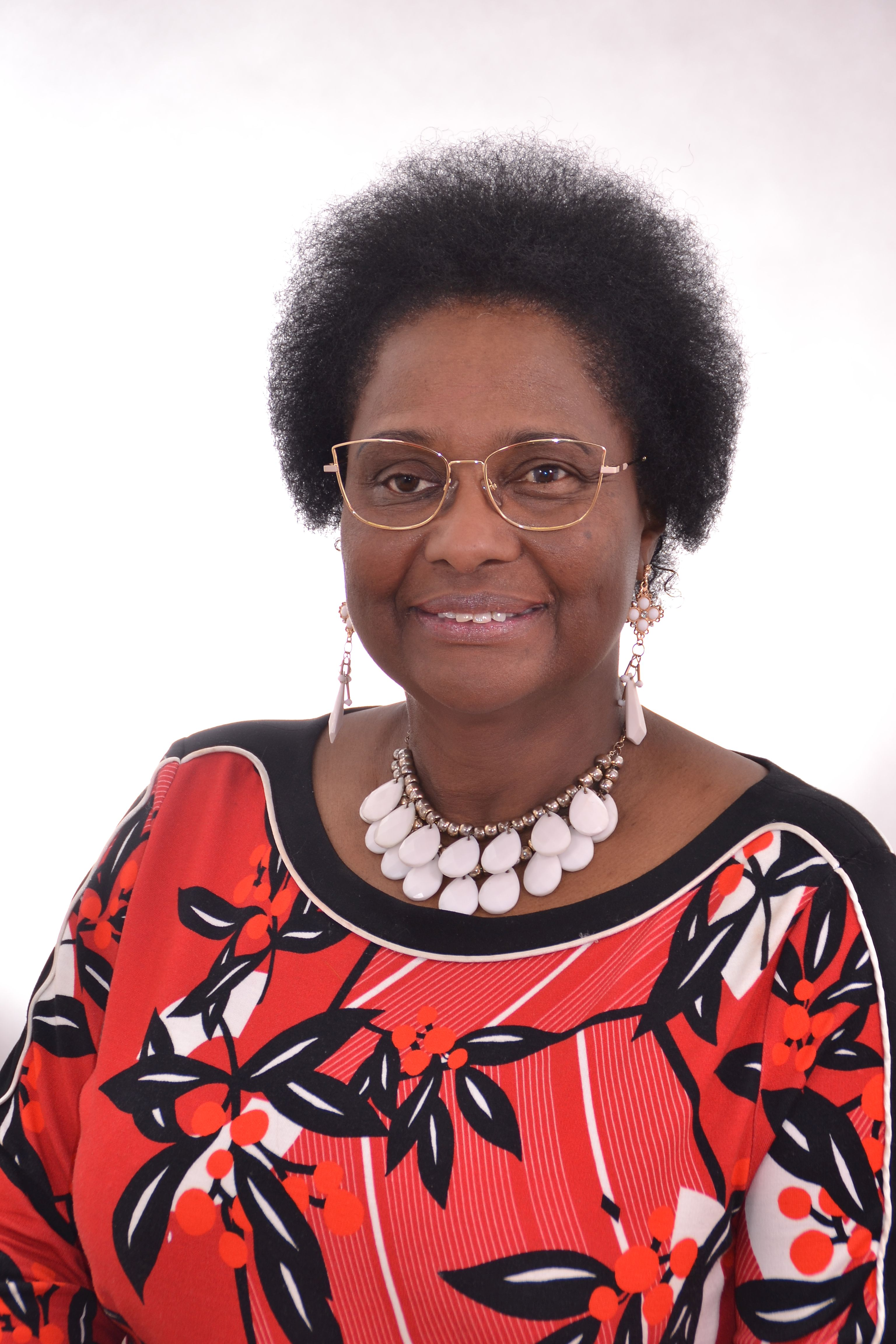
Pierrette Herzberger-Fofana (2019)

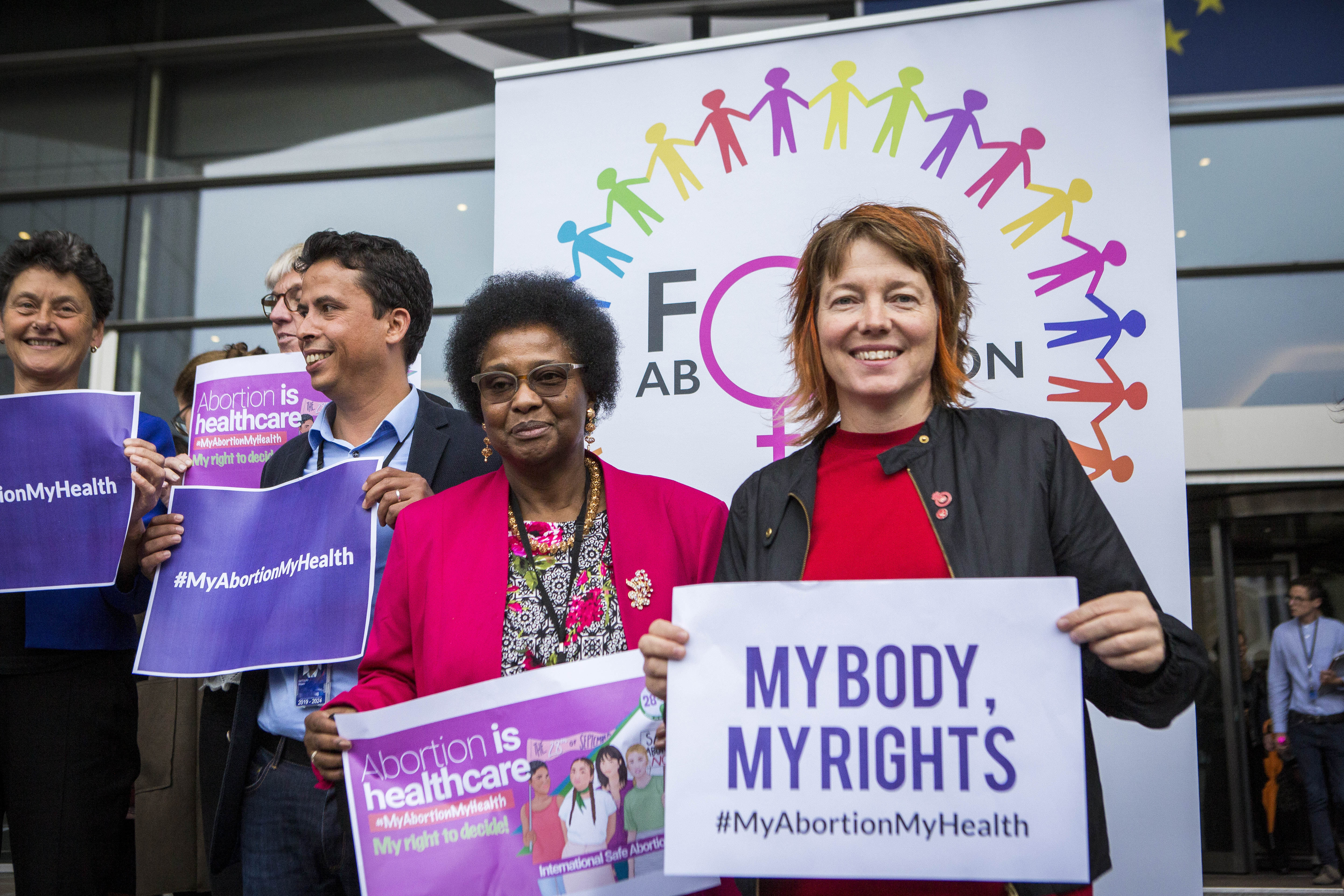
Herzberger-Fofana zusammen mit Malin Björk und weiteren Abgeordneten bei einer Kundgebung vor dem Europäischen Parlament (2019)

Pierrette Gabrielle Herzberger-Fofana (* 20. März 1949 in Bamako, Mali) ist eine deutsche Politikerin (Bündnis 90/Die Grünen). Sie war von 2019 bis 2024 Mitglied des Europäischen Parlaments in der Fraktion der Grünen/Freie Europäische Allianz (Grüne/EFA).

## Leben
Herzberger-Fofana wuchs im Senegal auf. Sie schloss in Paris ein Studium in deutscher Soziolinguistik ab und erlangte an der Universität Trier einen weiteren Studienabschluss. Sie promovierte an der  Universität Erlangen-Nürnberg mit einer Dissertation, die Frauenliteratur im frankophonen Subsahara-Afrika thematisierte.
2005 wurde Herzberger-Fofana erstmals in den Stadtrat von Erlangen gewählt. Sie erhielt 2009 den Helene-Weber-Preis. Während ihrer Tätigkeit als Lehrerin am Ohm-Gymnasium Erlangen initiierte sie die Aufnahme der Schule in das Netzwerk Schule ohne Rassismus – Schule mit Courage. Sie ist Vorstandsmitglied bei DaMigra, dem Dachverband der Migrantinnenorganisationen.
Auf Platz 21 der Europaliste von Bündnis 90/Die Grünen zog Herzberger-Fofana bei der Europawahl in Deutschland 2019 in das Europäische Parlament ein. Für die Fraktion war sie Mitglied im Entwicklungsausschuss, zu dessen stellvertretender Vorsitzenden sie zudem gewählt wurde. Des Weiteren war sie stellvertretendes Mitglied im Ausschuss für die Rechte der Frau und die Gleichstellung der Geschlechter. Bei der Wahl zum 10. Europäischen Parlament 2024 verlor Herzberger-Fofana ihr Mandat.
Sie hat drei Kinder.

## Schriften
- Écrivains africains et identités culturelles: entretiens, Stauffenburg, 1989, ISBN 3-923721-92-7.
- Litterature feminine francophone d'afrique noire, Editions L’Harmattan, 2001, ISBN 978-2738499059.
- Die Nacht des Baobab. Zur Situation der ausländischen Frau am Beispiel von Afrikanerinnen in Deutschland In: Afro-Look: eine Zeitung von schwarzen Deutschen, Band 8, 1992/93, S. 14–15. (1992 Rede zur Internationaler Frauentag).
- Berlin 125 Jahre danach: Eine fast vergessene deutsch-afrikanische Geschichte, aa-infohaus, 2010, ISBN 978-3200020122.